# トゥームレイダース

トゥームレイダース (Tomb Raiders、原題：Tomb Raider) は、1996年にイギリスのゲーム会社Core Designが開発し、Eidos Interactiveが発売したアクションアドベンチャーゲーム。トゥームレイダーシリーズの第1作。考古学者で冒険家のレイラ・クロフトを主人公とし、世界各地の遺跡を探索、謎を解き明かすストーリーが展開される。

## 名称
原題は単数形 “Tomb Raider” であるが日本語タイトルは映画「レイダース 失われた聖櫃」を連想させる「トゥームレイダース」と複数形にされた。続編シリーズでは「トゥームレイダー」と原題通りになっている。
主人公「レイラ・クロフト」の名前は3作目の「トゥームレイダー3」から原音に忠実な「ララ・クロフト」に変更される。

## 概要
「トゥームレイダース」は、三人称視点の3Dアクションアドベンチャーゲームで、プレイヤーはレイラ・クロフトを操作して、現れる敵を倒しつつ古代遺跡や洞窟を探索する。当時としては革新的な3Dグラフィックスと自由度の高いゲームプレイが特徴で、世界中で大ヒットを記録した。

## ストーリー
英国貴族の娘で考古学者、冒険家であるレイラ・クロフトは、ナトラ・テクノロジー社の女社長ジャクリーヌ・ナトラから依頼を受け、古代の秘宝「シオン」を探す冒険に出る。ペルーの古代都市ビルカバンバ、ギリシャの古代遺跡エジプトのピラミッドや地下墓地を巡りシオンの破片を集めていく。
最終的に、レイラは失われた都市アトランティスに到達し、シオンの真の力と、それを手に入れようとするナトラと対決する。ナトラの正体は古代に滅んだアトランティスに封印された女王だった。勝利したレイラはその力が悪用されないようシオンを破壊した。

## 開発と発売
- 開発元: Core Design
- 発売元: Eidos Interactive
- 発売日: 
  - ヨーロッパ
    - サターン 1996年10月24日
    - PC (MS-DOS) / プレイステーション 1996年11月22日

  - 米国
    - PC (MS-DOS) / プレイステーション / サターン 1996年11月14日

  - 日本
    - サターン 1997年1月14日
    - プレイステーション 1997年2月14日

PC (Steam) 版が2012年11月29日に発売された（日本語版は無し）。

## ゲームプレイ
プレイヤーは、レイラ・クロフトを操作して、ジャンプ、クライミング、スイミング、シューティングなどのアクションを駆使して、遺跡の中を進んでいく。ゲーム内には多くのパズルやトラップが配置されており、これらを解きながら次のエリアに進んでいく。
アナログ操作には対応しておらず、十字キーの上で前進、下で後退、左右でその場で回転、という操作方法になっている。カメラは常にレイラの後ろに回り込む。

## ステージ構成

### ペルー
- 洞窟: ゲームの最初のステージで、基本的な操作を学ぶチュートリアル的な役割を果たす。ただし最序盤から矢が襲い掛かったり、強敵の熊が出現したりと、油断ならない場面がある。
- 古代都市ビルカバンバ: 古代の都市遺跡を探索し、トラップや敵と戦う。また水中での探索があり、水中アクションのチュートリアルとも言えるステージ。
- ロスト・バレー: 直訳すると『失われた谷』。滝壺の滝裏にクアロペック王墓への入り口があり、上流の川を閉ざして滝を止めて入り口を開通させるのが目的。ただし水門を制御するための歯車が3つ欠けており、谷を探索して歯車を3つ集める必要がある。恐竜が登場するステージで、特にティラノサウルスとの戦いが印象的。
- クアロペック王墓: 一つ目のシオンが眠る王墓。3つの各部屋でスイッチを下げてシオンへの道を開通させる。シオン入手後は崩壊する王墓から脱出し、滝壺で待ち構えていたラーセンと銃撃戦を繰り広げる。

### ギリシャ
- 聖フランシス聖堂: 高い塔や複雑なパズルが特徴のステージ。ここから他のギリシャステージ含めて神出鬼没にピエールが襲い掛かる。先へ進むには『ネプチューンの鍵』『アトラスの鍵』『ダモクレスの鍵』『トールの鍵』が必要。各鍵が眠る部屋ではその神話に関係するトラップやギミックが待ち構えている。
- コロシアム: 古代ローマのコロシアムを舞台にしたステージで、多くの敵が登場する。
- ミダス宮殿: ミダス王の伝説に基づいたステージで、ミダスの像の右手は触れた物を黄金に変える。この伝説を利用して、集めた鉛の延べ棒を金の延べ棒に変える必要がある。
- 貯水池: 水に満たされた古代の地下貯水池を探索。水位を上げ下げしつつ探索していくステージ。
- ティホカン王墓: ギリシャの王ティホカンの墓を探すステージ。終盤ではアトランティスクリーチャーであるケンタウロスが襲い掛かる他、二つ目のシオンを手に入れていたピエールと最後の銃撃戦を繰り広げる。

### エジプト
- カームーンの都市遺跡: エジプトの古代都市を探索するステージ。正体がアトランティスクリーチャーであるミイラが襲い掛かる。
- カームーンのオベリスク: 高いオベリスクが特徴のステージで、垂直方向の移動が多い。オベリスクに眠る4つのキーアイテムを入手後にカームーンの都市遺跡に戻ってキーアイテムを使用する。
- シオンの聖域: 三つ目のシオンが眠るステージ。巨大なスフィンクスが特徴。複雑なトラップが待ち受けている他、最奥部ではラーセンがリベンジとして襲い掛かる。

### アトランティス
- ナトラの鉱山: アトランティスの入り口となるステージで、鉱山のトラップが多い。最初はナトラの手下たちに奪われたピストルを取り戻すのが目的であり、ピストルを奪還するには3つのヒューズが必要となる。敵はナトラの手下であるカウボーイ、スケートボードキッド、バルディの3人で彼らと銃撃戦を繰り広げる。倒すと使用していた銃器を落とす。
- アトランティス: 失われた都市アトランティスでの冒険。アトランティスのプロトクリーチャーが大量に襲い掛かる。
- グレートピラミッド: 最終決戦の舞台、ピラミッド内でボス戦。序盤では巨大な生物兵器アダムと戦い、終盤では正体を顕にしたナトラと戦う。

## 攻略本
- 『トゥームレイダース攻略の帝王』（1997年2月1日発売　宝島社）ISBN 978-4796611909
- 『トゥームレイダース: パーフェクトガイドブック (ゲーメストムック EXシリーズ Vol.15)』（1997年2月1日発売　新声社）ISBN 978-4881993309
- 『トゥームレイダースパーフェクトガイド (GameFanBooks 35)』（1997年1月1日発売　毎日コミュニケーションズ）ISBN 978-4895637756
- 『トゥームレイダース コンプリートガイド』（2000年10月1日発売　ソフトバンククリエイティブ）ISBN 978-4797313772

## リメイク
2007年には10周年を記念してリメイク版「トゥームレイダー アニバーサリー」が製作された。
2024年には初期3部作のオリジナル版とグラフィック改良版を同梱したリマスター版「Tomb Raider I-III Remastered」が発売された。